# 汉斯·约恩·汉森
汉斯·约恩·汉森（丹麥語：Hans Jørgen Hansen，1879年10月6日—1966年12月10日），丹麦前男子曲棍球运动员。他曾代表丹麦国家队参加1920年夏季奥林匹克运动会曲棍球比赛，获得一枚银牌。